# Västra Ryds kyrka, Östergötland
Västra Ryds kyrka är en kyrkobyggnad i Rydsnäs i Linköpings stift. Den är församlingskyrka i Västra Ryds församling.

## Kyrkobyggnaden
Kyrkan uppfördes 1881-1882 av byggmästaren Anders Pettersson i Värsås efter Albert Törnqvists ritningar, men tidigare fanns det en medeltida kyrka några tiotal meter väster om den nuvarande. Då fanns även en klockstapel söder om kyrkan, uppförd 1687.

Den nya kyrkan är byggd i sten med ett rektangulärt långhus med femsidig sakristia i öster och torn i väster. Stommen är av gråsten, fasaderna är putsade i vitt och långhusets sadeltak är plåttäckt. Tornet kröns av en lanternin med spira. 
De öppna bänkarna, predikstolen, altaruppsatsen, altarringen och orgelläktaren tillhör den ursprungliga inredningen.

Det installerades även en värmeledning i kyrkan.
På långhusets västra vägg tillkom kalkmålningar 1925 med bibliska personer som motiv, utförda av Gösta Sundvall. Omfattande restaurering utfördes 1958 som omfattade både fasadrenovering och inre arbeten. Inventarier från den gamla kyrkan uppsattes under läktaren.

## Inventarier
- Predikstolen, som är samtida med kyrkan
- Altartavlan anses vara en kopia av Vimmerbys altartavla målad av Alfred Thörne, med Kristi förklaring som motiv
- Dopfunten är inköpt från Vadstena och märkt med årtalet 1683.
- I kyrktornet hänger tre kyrkklockor där den minsta anses härstamma från medeltiden.
- Intill sydportalen står en predikstol som tillhörde den gamla kyrkan. Den är tillverkad 1691 av bygdesnickaren Gustav Kilman.
- På södra väggen finns den gamla kyrkans altarprydnad placerad, som är tillverkad antingen 1662 eller 1722.

### Orgel
- Orgeln levererades 1882 av orgelfirman Anders Victor Lundahl i Malmö. Den hade 16 stämmor fördelad på två manualer och pedal. 8 koppel. Det var en rörpneumatisk orgel.[1] En av de tidiga moderna i Sverige. Den och kyrkan invigdes i december 1882.
- Orgeln blev helt ombyggd 1963 av Nordfors & Co. Orgeln är mekanisk.

| Huvudverk I         | Svällverk II      | Pedal         | Koppel |
| Principal 8’        | Rörflöjt 8’       | Subbas 16’    | I/P    |
| Gedackt 8’          | Principal 4’      | Borduna 8’    | II/P   |
| Oktava 4’           | Täckflöjt 4’      | Oktava 4'     | II/I   |
| Flûte octaviante 4’ | Waldflöjt 2’      | Kvintadena 2' |        |
| Kvinta 2 2⁄3        | Larigot 1 1⁄3'    | Fagott 16'    |        |
| Oktava 2’           | Scharf 3 ch       |               |        |
| Mixtur 4 ch         | Krumhornsregal 8' |               |        |

#### Kororgel
- Kororgeln byggdes 1979 av Robert Gustavsson Orgelbyggeri, Härnösand. Orgeln är mekanisk och alla register är delade.

| Manual            | Pedal      | Koppel  |
| Trägedackt 8’     | Subbas 16’ | Man/Ped |
| Principal 4’      |            |         |
| Gedacktflöjt 4’   |            |         |
| Octava 2’         |            |         |
| Scharf II         |            |         |
| Crescendosvällare |            |         |

## Bildgalleri

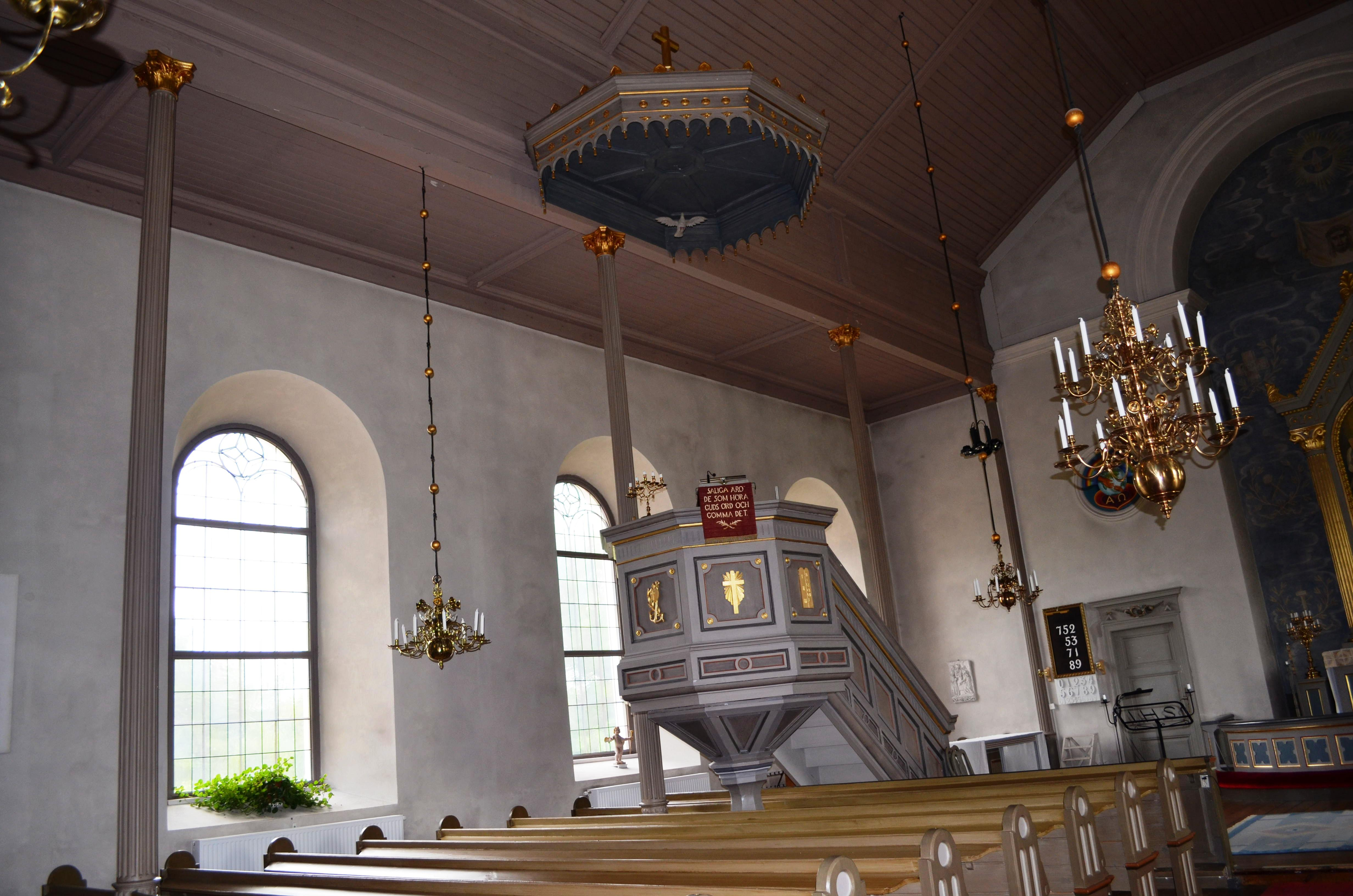
Västra Ryds kyrkas predikstol
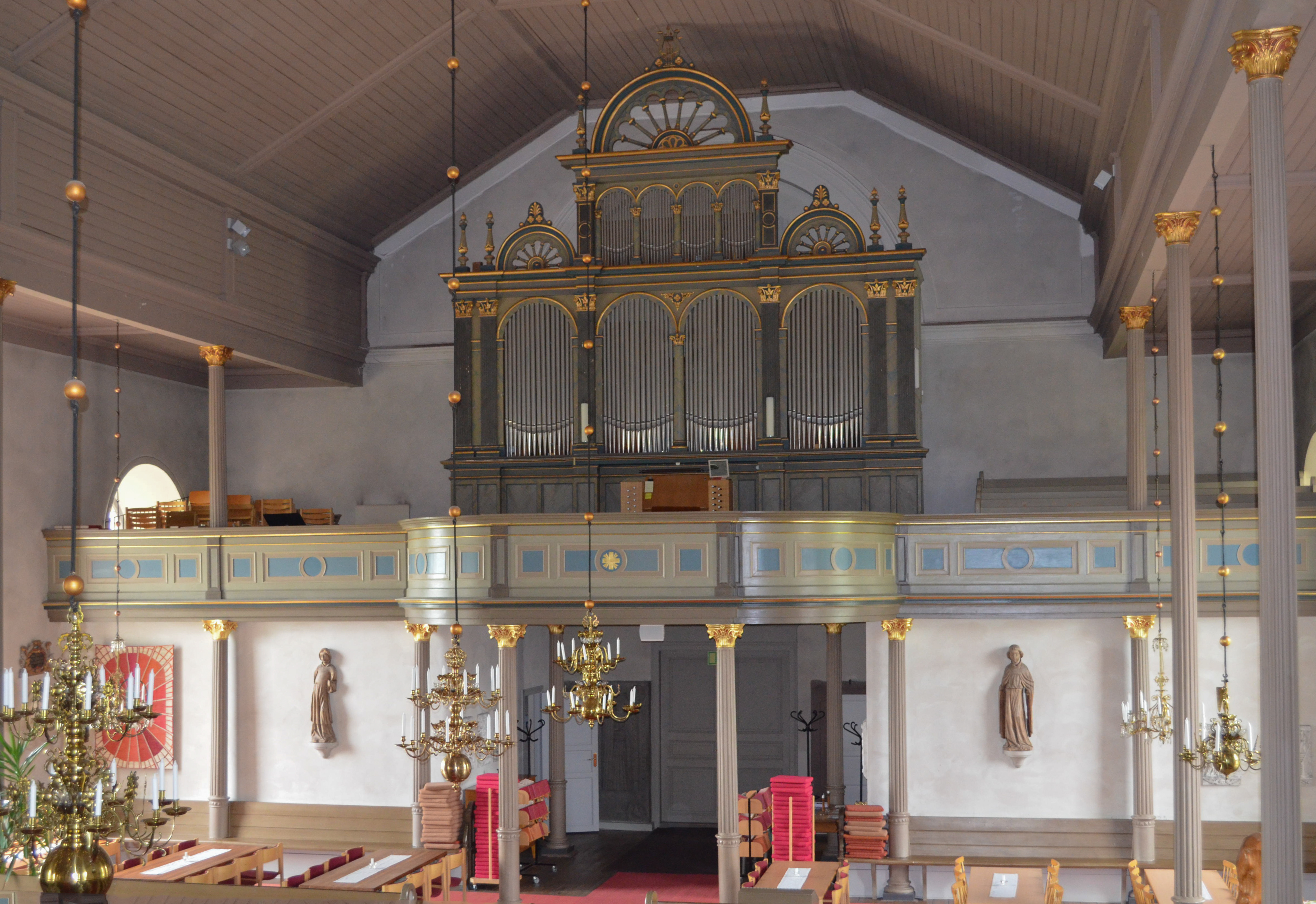
Västra Ryds kyrkas orgelläktare
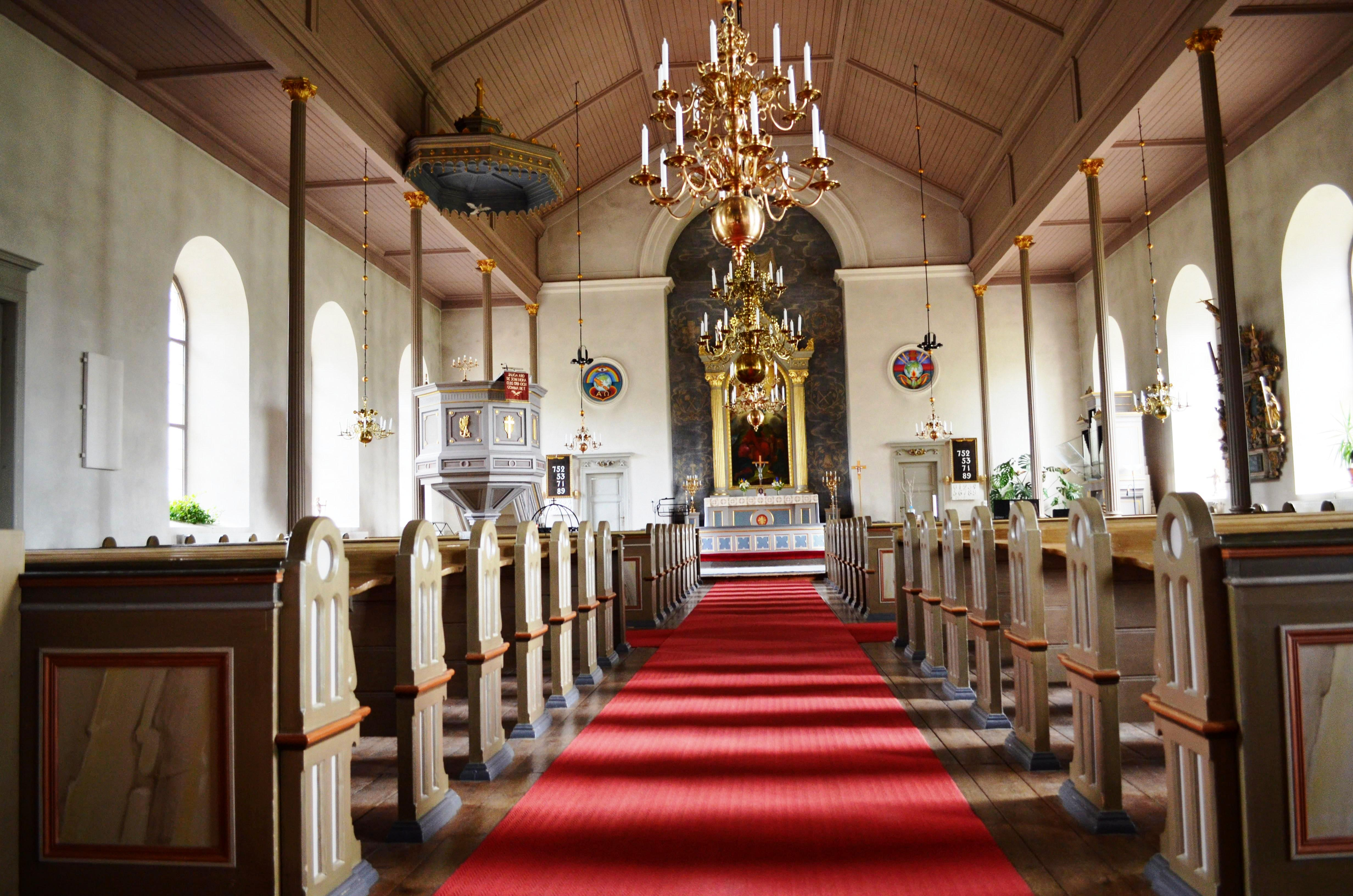
Västra Ryds kyrkas kyrksal
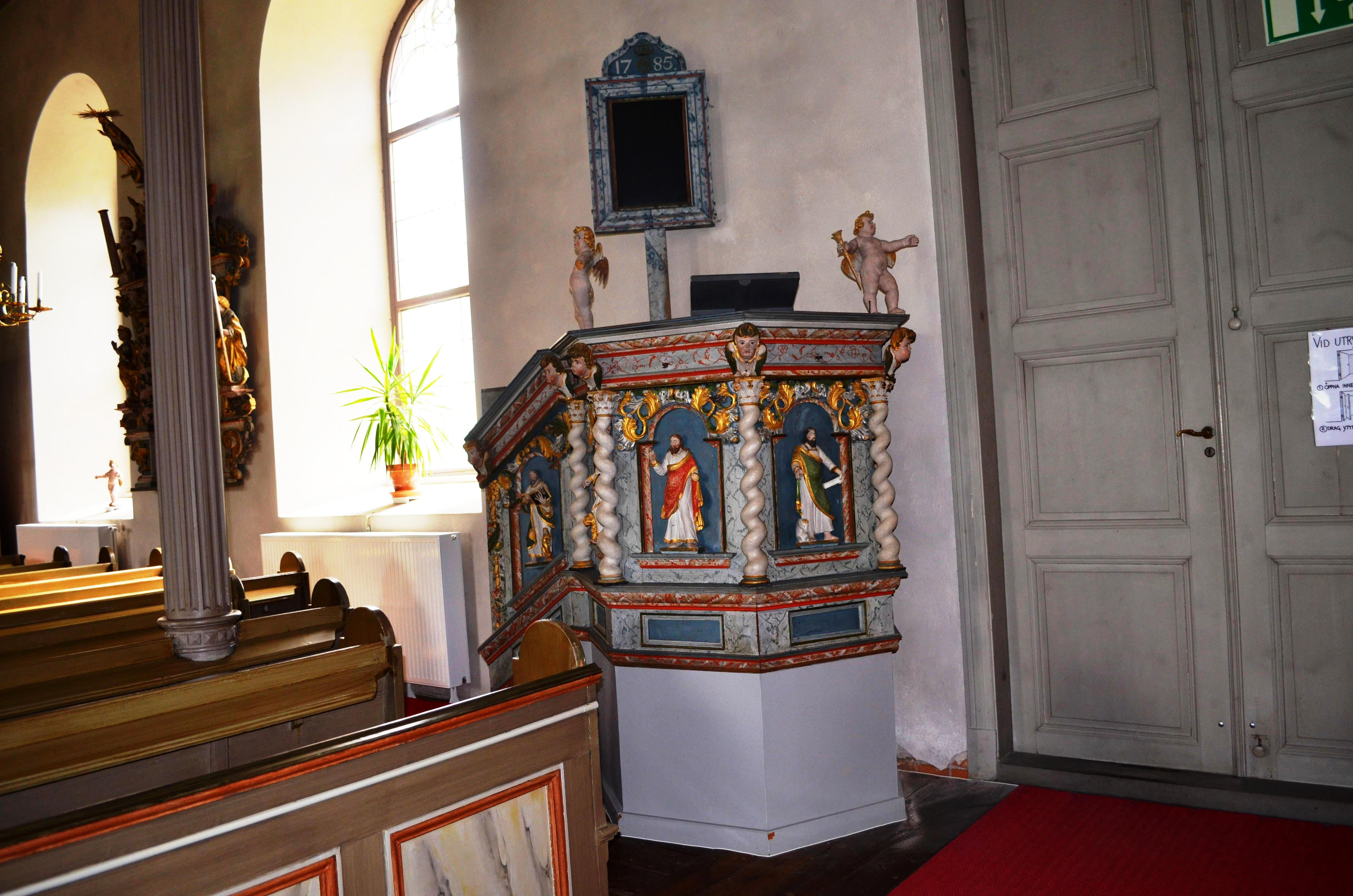
Västra Ryds kyrkas gamla predikstol
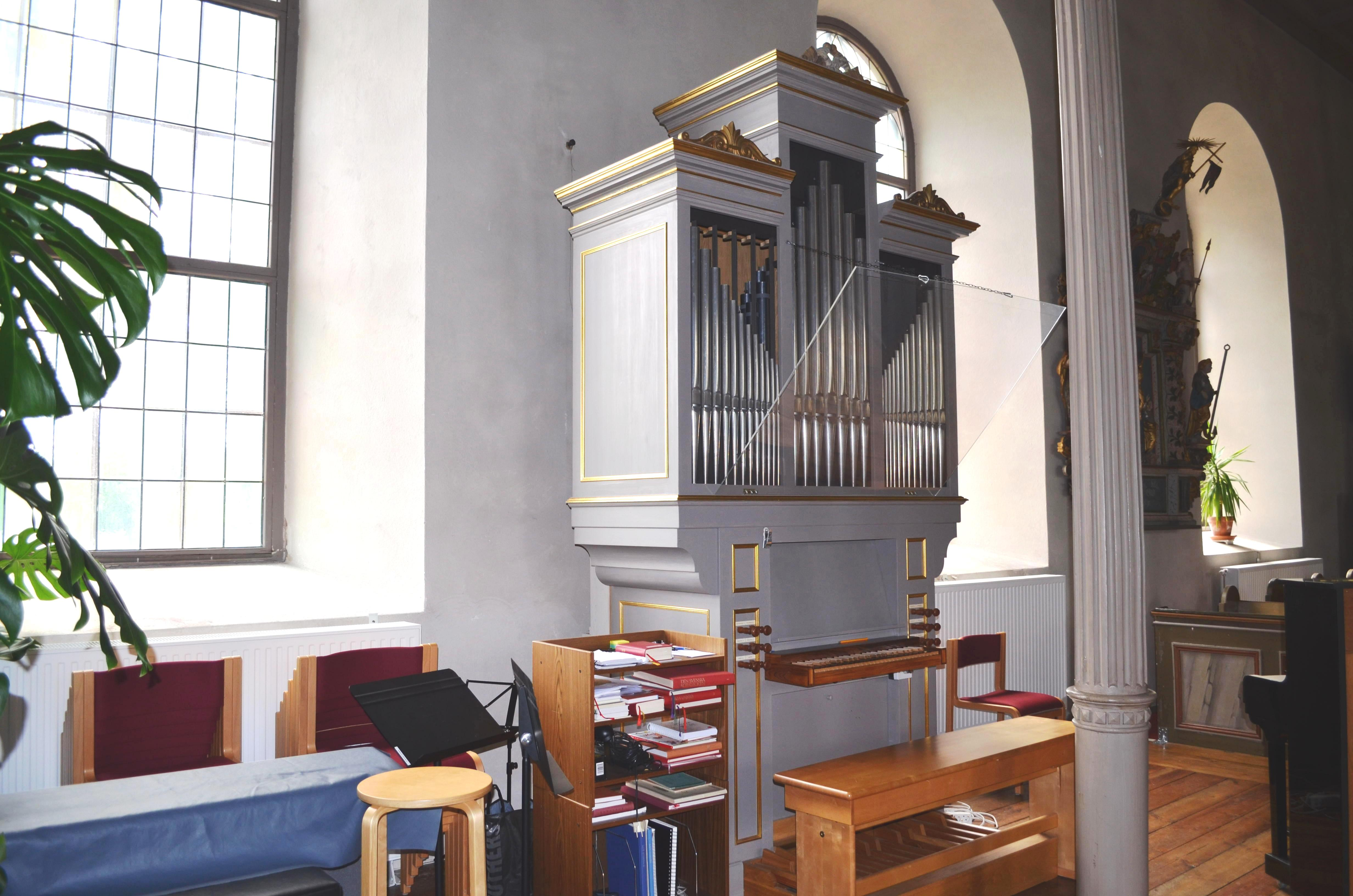
Västra Ryds kyrkas körorgel
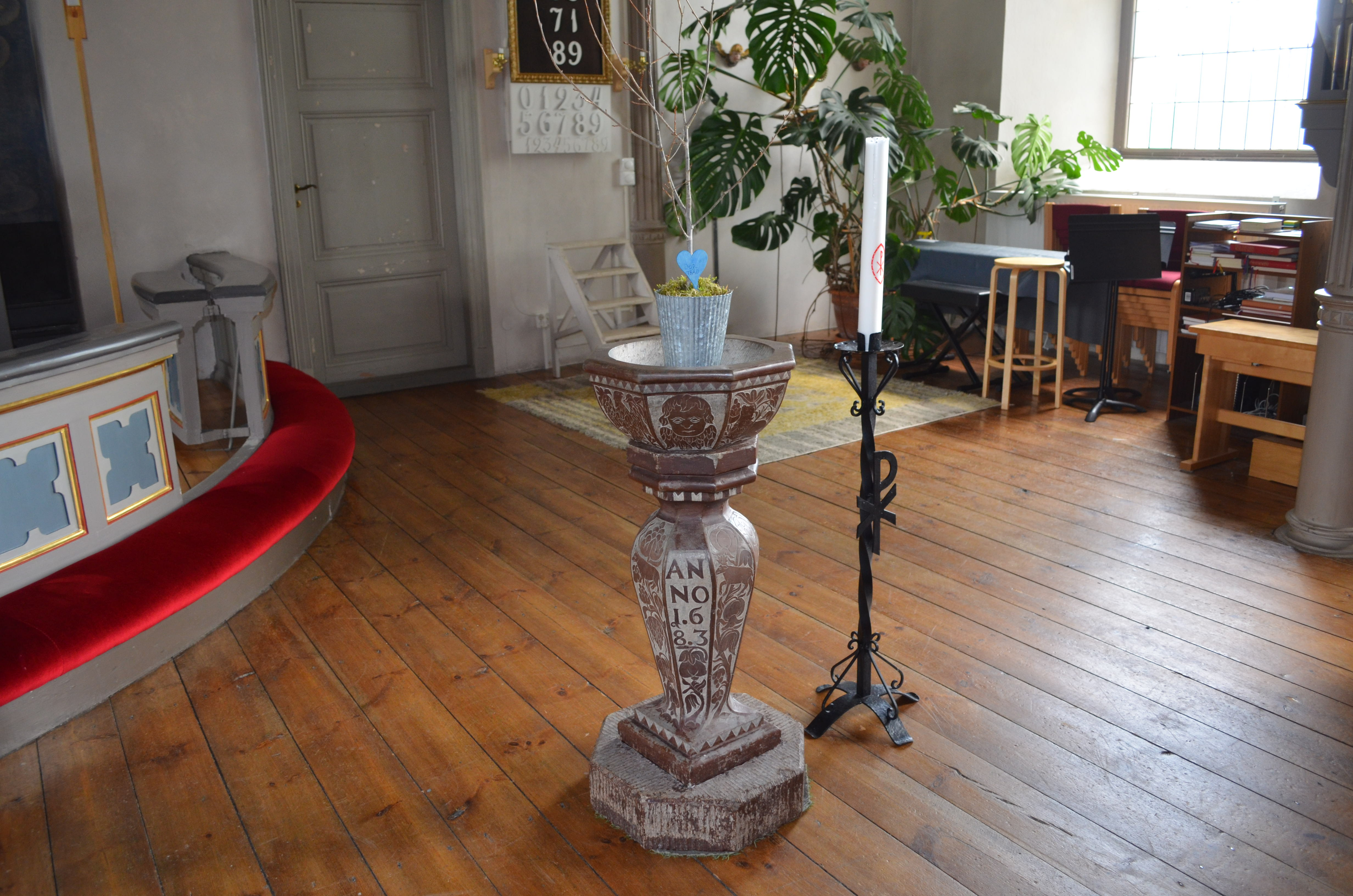
Västra Ryds kyrkas dopfunt
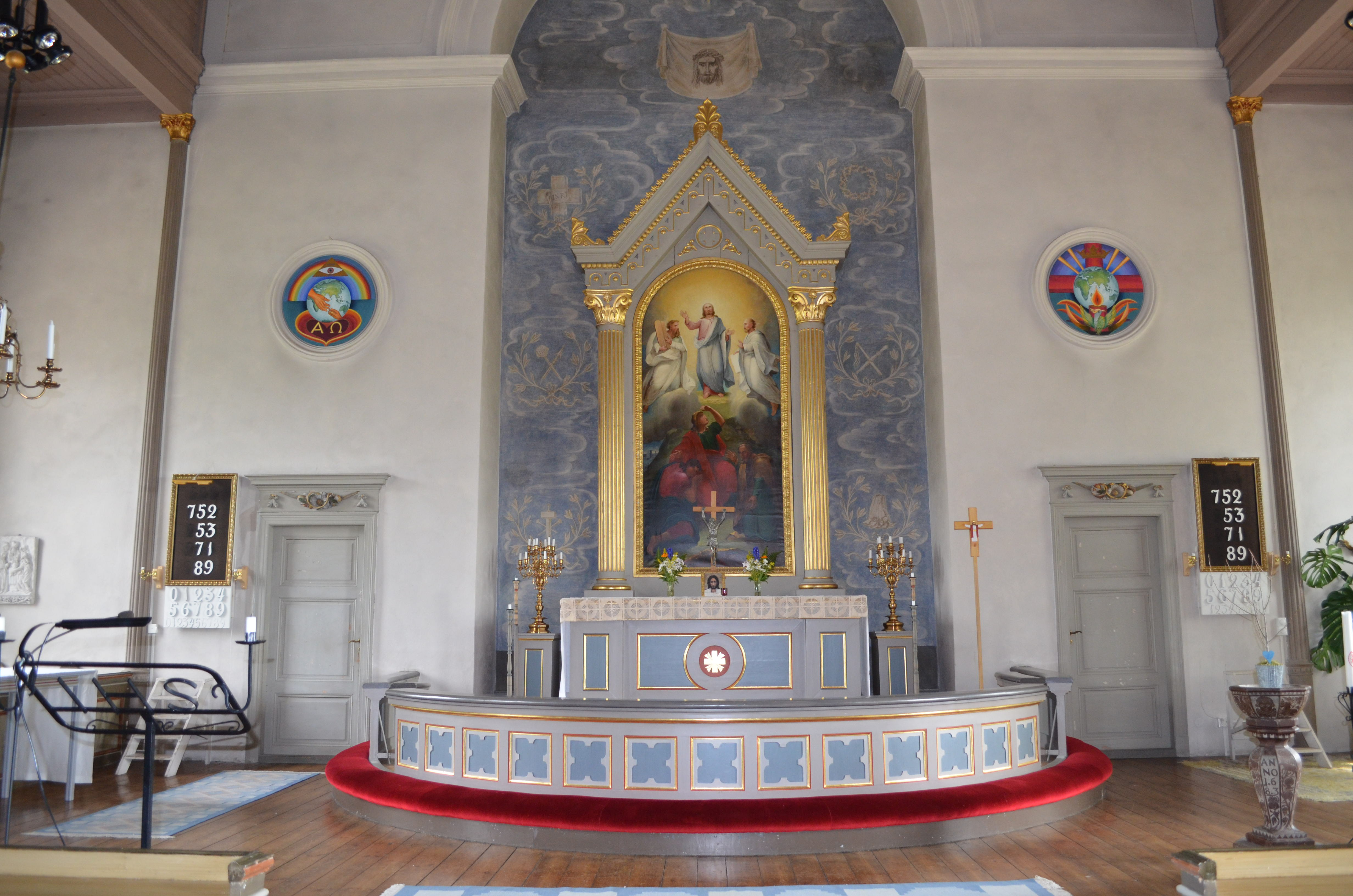
Västra Ryds kyrkas altare